# L'Été indien
L'Été indien (1975) was een van de succesvolste liedjes van Joe Dassin (1938-1980). Het werd zijn grootste zomerhit ooit en zou alle verkooprecords van CBS overtreffen. Op 6 juni 1975 lag de plaat in de platenwinkels. Een maand later waren er al 318.627 exemplaren van verkocht. Op 18 juli stond L’Été indien nummer 1 op de CIDD, de Franse nationale hitparade (Le Centre d'information et de documentation du disque). De plaat werd vervolgens in 25 landen uitgebracht. 

## Geschiedenis
In Joe Dassin, inconnu et fascinant (Maryse Grimaldi Dassin en Jacques Plait, éd. Zurfluh, 2010, pp. 207-211) beschrijft Jacques Plait hoe L’Été indien tot stand kwam. Jacques Plait maakte deel uit van het artistieke comité van CBS Frankrijk en op woensdag 7 mei 1975 was hij bij een vergadering die niet erg interessant was. Tijdens de vorige vergadering waar hij niet bij was geweest, had het comité geluisterd naar een Italiaans liedje Africa maar er was nog geen besluit genomen om er iets mee te doen. De directeur van CBS wilde het lied opnieuw horen. De plaat werd op de draaitafel gelegd, Jacques Plait hoorde de muziek en sprong op. “Dit liedje wil ik voor Joe”, riep hij uit, greep de plaat en rende de kamer uit. In de hal van CBS belde hij Joe Dassin om te zeggen dat hij naar hem toe kwam. Dertig minuten later was hij in Feucherolles, ze luisterden samen naar de plaat en Joe zei: “Je hebt gelijk, het is een fantastisch lied! … Maar het zit slecht in elkaar, we moeten het uit elkaar halen en weer opnieuw aan elkaar breien.” En zo gingen ze onmiddellijk aan het werk. Allereerst belden ze Johnny Arthey in Londen om het arrangement te schrijven. Joes vrouw Maryse vloog de volgende ochtend naar Londen om het pakketje af te leveren. Ondertussen riep Joe Dassin zijn vaste tekstschrijvers Pierre Delanoë en Claude Lemesle op om samen met hen de tekst te schrijven. Twee dagen later was de tekst af. De zaterdag daarop begonnen de opnames voor het arrangement in Londen. Alles verliep goed, maar het trompetgedeelte was mislukt. Jacques Plait riep de hulp in van zijn goede vriend Pierre Dutour, een begaafde trompettist, en liet hem de band horen. Joe Dassin en Jacques Plait legden aan Pierre Dutour uit wat ze wilden. Pierre Dutour begreep het precies en ging aan het werk. Daarna werd de gesproken tekst aan het begin van het lied opgenomen: 
Tu sais, je n'ai jamais été aussi heureux que ce matin-là
Nous marchions sur une plage un peu comme celle-ci
C'était l'automne, un automne où il faisait beau
Une saison qui n'existe que dans le Nord de l'Amérique
Là-bas, on l'appelle l'été indien ...
Weet je, ik ben nooit meer zo gelukkig geweest als op die ochtend
We wandelden op een strand dat een beetje leek op dit strand
Het was herfst, een warme herfst
Een seizoen dat alleen in Noord-Amerika bestaat
Daar noemen ze zo'n nazomer een "Indian Summer".

Op 26 mei 1975 vond de mix plaats, en op 27 mei was de plaat af.

## NPO Radio 2 Top 2000
| Nummer met noteringen in de NPO Radio 2 Top 2000 | '99  | '00 | '01  | '02  | '03  | '04  | '05  | '06  | '07 | '08  |
| ------------------------------------------------ | ---- | --- | ---- | ---- | ---- | ---- | ---- | ---- | --- | ---- |
| L'Été indien                                     | 1243 | -   | 1684 | 1584 | 1866 | 1804 | 1455 | 1455 | -   | 1840 |

1. ↑  Een '-' betekent dat het nummer niet was genoteerd en een vetgedrukt getal geeft de hoogste notering aan.
2. ↑  Deze tabel is bijgewerkt tot en met de laatste editie (2024).